# Vi pynter os med horn
Vi pynter os med horn er en roman af Aksel Sandemose, der blev udgivet på norsk af Tiden Forlag, Oslo, i 1936. Dansk udgave fra 1953, oversat af Cai Clausen.
Romanen er en fortsættelse af de centrale gennemgangstemaer i Sandemoses romaner om Espen Arnakke, som indledes med En flygtning krydser sit spor (1933). I lighed med i de tidligere bøger i Sandemoses forfatterskab, var "Vi pynter os med horn" også præget af af freudiansk tankegods. Samtidigt vakte de overdådige fabuleringer og den nøgne realisme, der præger dette værk, naturligt nok forargelse blandt især det norske publikum i 1930'erne.